# 李行齊
李行齊（英語：Avon Lee，1977年11月3日—），香港警員暨業餘魔術師，憑藉瞬間轉移魔術5度創下健力士世界紀錄。

## 簡歷
李行齊畢業於佛教黃筱煒紀念學校，與藝人林子善為小學同學，後於1998年加入香港警務處成為警員。
2001年起，李行齊與同僚學習魔術，身為組員的他，於機場特警組25周年宴會上首次公開表演魔術，並且經常於義工活動中表演魔術。
2003年5月22日，李行齊乘坐小型巴士前往辦公地點途中，勸止一名坐在一名孕婦旁及吸煙的乘客，惟惹起來對方不滿。其後該名吸煙者與李行齊於同一車站下車，前者夥同一名持木棍的惡漢突擊後者，結果李行齊的左眼角破裂、有瘀血及左手尾指骨折；治療後，被醫生判斷其為視力全失。因此是次事件，李行齊無法通過機場特警組的定期測試而被逼退出，亦無法實現投考加入特別任務連此終極理想。他被特別安排在警犬隊接受領犬員訓練，及重返香港國際機場執行領犬任務。後來，李行齊在香港警察總部出任文職事務。
休養期間，李行齊學習魔術，於2005年首次參與香港舞台魔術公開大賽旋即贏得冠軍。其後，他改良自創的表演流程，配合白鴿和鸚鵡演出，成為首位香港人使用鸚鵡作為魔術表演的一部份。
2009年，李行齊在FISM世界大賽上贏得香港總冠軍及獲得擔任國際比賽代表，其自創的表演亦成為多個國際賽事上的冠軍，及成為亞洲首位保持最多項健力士世界紀錄的魔術師。
2011年6月26日，李行齊在大埔超級城以7件舞台大型魔法道具，於48秒內連續變出5個瞬間轉移魔法，創下「一分鐘內完成五組巨型瞬間轉移魔法」之健力士世界紀錄；當中李行齊自資表演製作費用100萬港元。8月15日，李行齊獲得北京中央電視台邀請在大型錄影節目中表演，成功於48秒內完成6組巨型瞬間轉移魔法，再次創下「一分鐘內完成六組巨型瞬間轉移魔法」健力士世界紀錄。
2012年1月，李行齊獲得國際魔術師協會（International Magicians Society）頒發梅林獎之全球最佳瞬間轉移幻象魔術師獎項，為全球首位華人奪得此獎。同年，李行齊在北京以9件舞台大型魔法道具，於48秒內連續變出6個巨型瞬間轉移魔法，創下「一分鐘內完成六組巨型瞬間轉移魔法」之健力士世界紀錄。同年2月3日，李行齊被意大利電視台邀請在羅馬試圖打破上述的紀錄，結果成功創下「一分鐘內完成七組巨型瞬間轉移魔法」之健力士世界紀錄，並且獲得健力士世界紀錄代表親臨監場核實作證。同年8月23日，在健力士世界記錄審判官程東評核下，李行齊打破了由德國魔術師所保持的「一分鐘內換裝最多」世界記錄，成功於一分鐘內換裝13套
2013年10月，李行齊獲得推選為香港十大傑出青年之一。

## 外部連結
- 李行齊的新浪微博
- 小齊 Avon Lee的Facebook專頁
- 魔幻與真實交織的人生——李行齊
- 太古城中心健力士世界紀錄大開眼界魔術師李行齊一分鐘內最多次瞬間轉移 （页面存档备份，存于）